# Canthon quadratus
Canthon quadratus là một loài bọ cánh cứng trong họ Bọ hung (Scarabaeidae).